# Blake Enzie
Blake Enzie (2 september 2001) is een Canadees skeletonracer.

## Carrière
Enzie maakte zijn wereldbekerdebuut in het seizoen 2021/22 en eindigde 31e net na landgenoot Mark Lynch.
In 2022 nam hij namens Canada deel aan de Olympische Winterspelen waar hij een 20e plaats behaalde.

## Resultaten

### Olympische Spelen
| Jaar | Plaats | Resultaat |
| ---- | ------ | --------- |
| 2022 | Peking | 20e       |

### Wereldbeker
Eindklasseringen
| Seizoen   | Rang |
| --------- | ---- |
| 2021/2022 | 31e  |
| 2022/2023 | 17e  |